# Copa Norte
La Copa Norte va ser una competició futbolística brasilera disputada per equips de la regió nord del Brasil –Acre, Amapá, Amazonas, Pará, Rondônia i Roraima (la Federació de Tocantins no va participar del torneig)– més els de Piauí (de la regió nord-est).
Entre 1997 i 1999, el campió es classificava per la Copa Conmebol. Entre el 2000 i el 2002, el campionat proporcionà participants per la Copa dos Campeões.

## Campions
- 1997:  Rio Branco Football Club
- 1998:  Sampaio Corrêa Futebol Clube
- 1999:  São Raimundo Esporte Clube
- 2000:  São Raimundo Esporte Clube
- 2001:  São Raimundo Esporte Clube
- 2002:  Paysandu Sport Club

### Títols per estat
- Amazones 3 cops
- Acre 1 cop
- Maranhão 1 cop
- Pará 1 cop